# Brian Eno
Brian Peter George St. John le Baptiste de la Salle Eno ([ˈiːnoʊ]; Woodbridge, 15 maggio 1948) è un musicista, compositore e produttore discografico britannico, noto come Brian Eno.
È considerato uno dei più importanti musicisti contemporanei, nonché l'inventore della musica d'ambiente.

## Biografia

### Origini ed esordi
Nato nel 1948 e cresciuto a Woodbridge, nella contea inglese del Suffolk, vicino a una base militare statunitense, fu influenzato nell'infanzia dalle trasmissioni radiofoniche delle emittenti militari NATO, che all'epoca trasmettevano soprattutto rock and roll.
Dopo gli studi nella vicina Ipswich, svolti in un college cattolico della congregazione dei Fratelli delle scuole cristiane, entrò nella Winchester School of Art dell'università di Southampton, dove si laureò nel 1969. Durante gli studi fece parte di alcuni gruppi musicali usando come strumento un magnetofono, e la sua prima registrazione pubblicata, a cui partecipò come cantante, è compresa nella lunga opera jazz The Great Learning della Scratch Orchestra di Cornelius Cardew. La prima composizione fu del 1970, quando scrisse le musiche per Berlin Horse, un lavoro di nove minuti del cineasta Malcolm Le Grice.
La sua formazione musicale traeva ispirazione dalla musica contemporanea dell'epoca, quella di John Cage, Steve Reich, La Monte Young, Terry Riley, John Tilbury e Cornelius Cardew. Nel 1969 lavorò a Londra come tecnico multimediale e grafico, e poco dopo un casuale incontro in metropolitana con il sassofonista Andy Mackay, nacque verso la fine del 1971 il sodalizio con il gruppo glam e art rock Roxy Music di Bryan Ferry e Phil Manzanera.

### I Roxy Music
Robert Fripp, leader dei King Crimson, per i quali Ferry aveva fatto un'audizione come cantante, raccomandò i Roxy Music alla propria etichetta discografica, la Island Records che, dopo averne apprezzato le tracce, pubblicò due album che contribuirono a rendere noto lo stile di Eno, Roxy Music del 1972 e For Your Pleasure del 1973.
Inizialmente Eno si esibiva nei concerti senza apparire sul palco, restando al mixer, e lavorando con un sintetizzatore VCS3 e dei magnetofoni, cantando inoltre come seconda voce. In seguito prese parte ai concerti più attivamente, presentandosi con costumi eccentrici. Lasciò la band nel 1973, alla fine del tour promozionale del secondo album, in disaccordo con il cantante e leader Brian Ferry, stanco della vita da rock-star.

### I primi lavori da solista

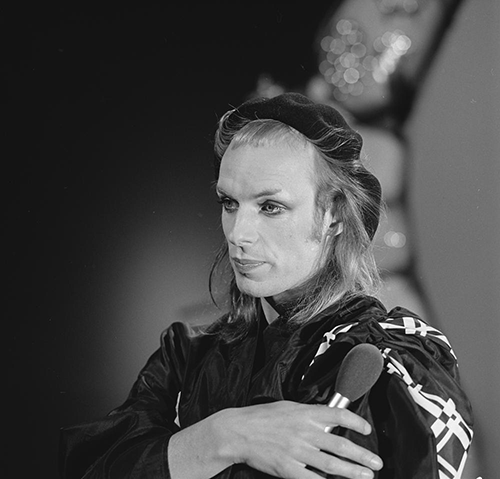
Brian Eno nel 1974

Lasciato il gruppo, incise l'album sperimentale (No Pussyfooting) assieme a Fripp, collaborazione che li portò a incidere quattro album e a svolgere compartecipazioni nei rispettivi album solisti. Il primo lavoro solista a lui accreditato è Here Come the Warm Jets del 1973, registrato con un gruppo di musicisti tra i quali John Wetton e lo stesso Fripp dei King Crimson, Bill MacCormick dei Matching Mole, Chris Spedding e tutti i membri dei Roxy eccetto Ferry; il sound ne riprendeva il glam.
Nel 1974 uscì Taking Tiger Mountain (By Strategy), con l'apporto di Robert Wyatt alle percussioni e di Phil Manzanera alle chitarre. Proseguì nella sperimentazione, discostandosi leggermente dal rock dell'album precedente, con brani come Great Pretender e China My China, utilizzando echi della tradizione musicale orientale per cercare d'iniettare qualcosa di nuovo nel rock.
Nella realizzazione dell'album i musicisti si aiutarono con l'utilizzo delle "Strategie Oblique", un mazzo di 100 carte ideate da Eno assieme all'artista anglo-tedesco Peter Schmidt. Ogni carta, la cui prima pubblicazione fu del gennaio 1975, contiene un aforisma. Le Strategie Oblique saranno d'aiuto anche in molti dei successivi lavori dell'artista.
Con il proprio stile Eno diventò un fenomeno di massa. Dopo un tour con il gruppo inglese dei Winkies e un concerto londinese con Kevin Ayers, John Cale e Nico dei Velvet Underground (la maggior parte dei brani sono pubblicati nell'album June 1, 1974), Brian Eno pubblicò nel 1975 il suo terzo disco solista, Another Green World, dove ritrovò Fripp e musicisti comprendenti Phil Collins, alla batteria, e John Cale, alla viola. L'album, considerato uno dei suoi migliori rappresenta una svolta nella musica di Eno, che smorza i concitati toni rock dei precedenti lavori presentando brani meditativi e rilassati (nove su quindici sono strumentali), ed entra in contatto con le sonorità della musica d'ambiente.
Polistrumentista, appassionato di scultura, pittura e videoarte, Eno iniziò a realizzare opere di ogni tipo. In questo periodo pubblicò due libri in cui espone le sue teorie "non-musicali": Music for Non Musicians e Oblique Strategy, corredato dal mazzo di carte/aforismi.
Nel 1975 uscì, un solo mese dopo Another Green World, Discreet Music in puro stile ambient, in cui Eno suona da solo le tastiere e il sintetizzatore nella lunga title track che copre tutto il lato 1, mentre nel lato 2 è presente l'accompagnamento orchestrale di The Cockpit Ensemble. Il disco ha un'impostazione simile a quella di (No Pussyfooting), ma le sperimentazioni sono stemperate in un'atmosfera di serenità. L'album è pubblicato dalla nuova etichetta discografica di proprietà dello stesso Eno, la Obscure Records, che chiuderà nel 1978.
Nel 1977 uscì l'album Before and After Science, album di successo concepito in Germania, ove Eno si era trasferito con Fripp e David Bowie. I brani rock e funky, che occupano la maggior parte della prima facciata, fanno da contraltare a quelli della seconda, più ambient. La formazione che partecipò alle sessioni dell'album includono Bill MacCormick, Phil Manzanera, il batterista Dave Mattacks, Robert Fripp e Fred Frith degli Henry Cow. Il brano By This River, tratto dall'album, verrà poi inserito nel film La stanza del figlio di Nanni Moretti.

### Collaborazione con David Bowie: la trilogia di Berlino
Tra il 1977 ed il 1979 Eno collabora alla cosiddetta "trilogia berlinese" di David Bowie, composta dai tre album Low, "Heroes" (con Fripp alla chitarra) e Lodger, che segnarono il momento più sperimentale dell'opera del "Duca Bianco". Le sonorità di questi tre dischi avranno grande influenza sulle band della successiva stagione New wave europea.

### Collaborazione con i Talking Heads
Eno partecipò attivamente anche alla musica dei Talking Heads, collaborando sia da produttore che da musicista in More Songs About Buildings and Food, Fear of Music e Remain in Light. È sua l'idea che dà vita al movimento No wave, nato dopo che Eno aveva prodotto nel 1978 l'album No New York, un'antologia in cui compaiono gruppi alternativi della metropoli statunitense quali i DNA, i Teenage Jesus and The Jerks e i Contorsions.
Sempre della seconda metà degli anni settanta furono le produzioni degli album di esordio degli Ultravox e dei Devo in ambito rock, e di alcuni lavori di Harold Budd e Jon Hassell nel campo dell'avanguardia. Music for Films e Music for Airports, usciti entrambi nel 1978, sono due album composti da Eno in quegli anni. Il secondo rientra in un progetto di "musica per ambienti" studiato da Eno con Harold Budd e Jon Hassell, con l'obiettivo di creare una musica di "sottofondo" per le "fredde atmosfere delle ampie hall degli aeroporti", ma anche per le sale d'attesa, per i padiglioni delle mostre e delle gallerie d'arte.

### Anni 1980 e 1990
A partire dal 1980 si affermò definitivamente il concetto di musica d'ambiente. Le prime pubblicazioni del nuovo decennio furono due seguiti della serie "Ambient" inaugurata con Ambient 1: Music for Airports e quindi proseguita con Ambient 2: The Plateaux of Mirror, una collaborazione con Harold Budd, e Ambient 3: Day of Radiance, l'unico album della quadrilogia a non essere attribuito a Eno in quanto musicato da Laraaji. Seguirà qualche anno più tardi l'apprezzato Ambient 4: On Land (1984), l'ultimo capitolo che vide la partecipazione di Bill Laswell e Michael Beinhorn.
Con la collaborazione di David Byrne dei Talking Heads compose, nel 1981, My Life in the Bush of Ghosts, considerato uno dei migliori lavori della musica contemporanea, pionieristico nel ricorso all'elettronica e ai campionamenti, nonché influente per lo sviluppo della world music.
Si occupò di comporre la colonna sonora del film Dune diretto da David Lynch, musica che non fu mai pubblicata, in quanto la soundtrack verrà successivamente commissionata ai Toto, alla loro prima ed unica esperienza nell'ambito delle colonne sonore, con l'eccezione di un brano presente anche nel disco intitolato Prophecy Theme, l'unico accreditato a Brian Eno, Daniel Lanois, Roger Eno. Di quanto composto e prodotto da Eno, ma non presente come traccia sul disco, resta anche della musica di sottofondo di svariate scene del film.
Sempre a partire dagli anni ottanta, Eno si cimentò nell'ambito della videoarte, proponendo installazioni sonore quali Fifth Avenue e Mistaken Memories, ritenute di particolare innovazione. A Milano nel 1984 propone Crystals, con installazioni di sculture dai colori cangianti accompagnate da musiche ambient nel buio della chiesa di San Carpoforo, e nel 1986 Place #16, una sorta di antologia del lavoro di Eno, che mette insieme tutte le precedenti installazioni curate dall'artista inglese.

Nell'ambito della musica ambientale, iniziò a collaborare con il fratello Roger e, soprattutto, con il tecnico del suono canadese Daniel Lanois. In questo periodo, Eno divenne attento anche a diverse altre realtà, collaborando con gli artisti ghanesi Edikanfo, con i sovietici Zvuki Mu e con l'italiana Teresa De Sio, di cui disse:
Non cessò di produrre i lavori di alcuni musicisti emergenti e a suonare nelle opere nate dalle numerose collaborazioni. Tra queste la fortunata produzione di The Unforgettable Fire del 1984 e di The Joshua Tree del 1987, album degli U2. In questo periodo delegò questa attività a Lanois. Fondò l'agenzia artistica Opal, a cui fanno riferimento musicisti, tra i quali il fratello Roger, Lanois, Michael Brook e John Paul Jones, e artisti visuali (registi, fotografi, pittori).
A partire dalla seconda metà degli anni ottanta, sviluppò il concetto di "Generative Music", una musica che si evolve in continuazione senza ripetersi, con l'aiuto di programmi informatici. Questo progetto sfocia nell'album Generative Music 1 with SSEYO Koan software del 1996, e continua anche negli anni successivi. Nel 1992 collabora nell'album Us di Peter Gabriel, nella colonna sonora di Until The End Of The World di Wim Wenders, negli album Achtung Baby (1991) e Zooropa (1993) degli U2, nel progetto Passengers (Original Soundtracks 1 del 1995) e in 1.Outside di David Bowie del 1995. Nel 1995 partecipò insieme a Laurie Anderson al progetto Artangel con Self storage. Nel 1997, Eno celebrò il ritorno di Robert Wyatt a suonare accompagnandosi con altri musicisti nell'album Shleep, dopo che per diversi anni aveva inciso i propri lavori suonando da solo.

### Anni 2000
La collaborazione tra i due musicisti si rinnovò negli album di Wyatt Cuckooland, del 2003, e Comicopera, del 2007. Nel 2001 venne pubblicato l'album di Eno Drawn from Life, scritto, suonato e prodotto con J. Peter Schwalm, dj e musicista di Francoforte, e la cantante Laurie Anderson. Gli undici brani che lo compongono spaziano tra jazz, musica da camera e trip hop. Riferendosi all'album dichiarò:
Realizzò presso il SFMOMA di San Francisco Compact Forest Proposal, parte di una mostra che crea un connubio tra la tecnologia digitale e l'arte, intitolata: 101010. Sempre in questo periodo, compose musica per le opere scultoree di Mimmo Paladino, ispirato anche dalle poesie di Gian Ruggero Manzoni dedicate all'artista italiano. Brian Eno intendeva creare un ambiente musicale senza parole, senza melodia, senza ritmo e che non suoni mai due volte nello stesso modo; per realizzare ciò è palesemente intenzionato a servirsi di tutto ciò che è in grado di produrre un suono, che sia una campana, un ciocco di legno, una vibrazione elettronica, una voce o il semplice fruscio prodotto da un cenno.
Nel 2007 si dichiarò ateo in un'intervista concessa alla BBC. L'anno seguente produsse l'album Viva la vida or Death and All His Friends dei Coldplay, che riscosse un buon successo di pubblico e di critica. Eno aveva già collaborato con la band di Chris Martin all'incisione e alla produzione di alcune tracce dell'album X&Y, oltre che alla registrazione di alcune introduzioni di brani come Yellow e Clocks, che verranno proposte durante i concerti del gruppo.
Nello stesso anno sviluppò le musiche per il videogame Spore di Will Wright, l'autore della serie SimCity e The Sims, che sviluppa algoritmi per la creazione di videogames dal contenuto casuale e sempre diverso (procedural generation) come appunto Spore, mentre Brian Eno si occupava di sistemi di generazione automatica di musiche. E già in internet il video popolare intitolato "Will Wright and Brian Eno - Generative Systems", che propone una parte della sua conferenza tenuta a San Francisco il 26 giugno 2006.

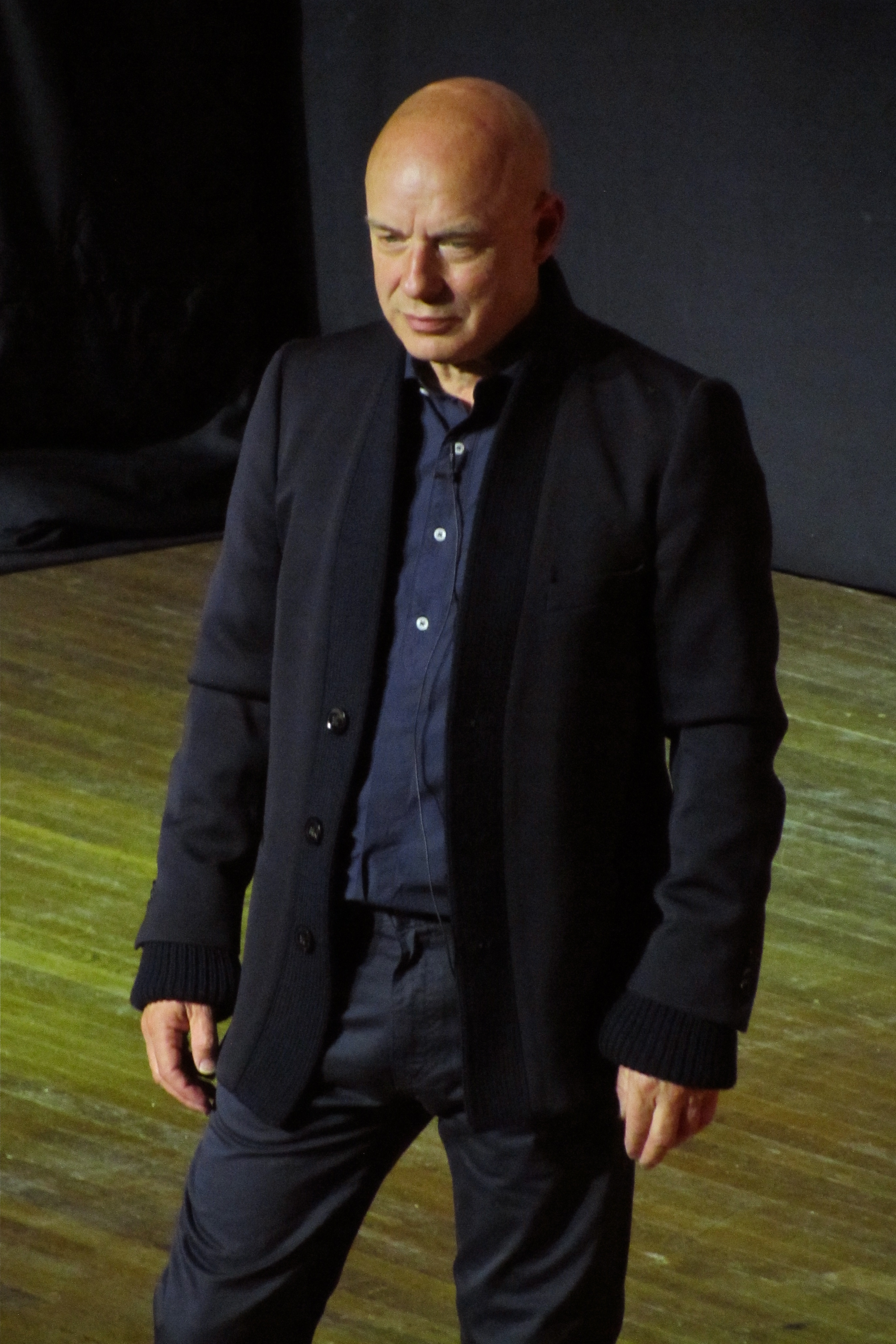
Brian Eno nel 2011

Sempre nel 2008 uscì la seconda collaborazione con David Byrne, Everything That Happens Will Happen Today, il primo dopo le collaborazioni degli anni settanta e ottanta. I due artisti propongono testi che incitano all'umanità ed all'ottimismo alternando atmosfere di musica elettronica e di gospel. A fine anno, Eno lavorò allo sviluppo di Bloom, un'applicazione per iPhone che consente di creare musica ambientale con dei semplici tocchi sullo schermo.
Nel giugno del 2009, gli venne affidata la super-visione del Luminous Festival alla Sydney Opera House. Nel corso dell'evento, Eno tornò ad esibirsi dal vivo dopo molti anni, con tre concerti nello stesso giorno. La performance, che prende il nome Pure Scenius, vide tra i musicisti al suo fianco Jon Hopkins ed il chitarrista Leo Abrahams. Compose poi le musiche per il film di Peter Jackson Amabili resti, che uscì nel dicembre del 2009.

### Anni 2010
Nel maggio del 2010, portò in scena al Brighton Festival uno spettacolo con la stessa formazione di Sydney nel 2009. Anche questa volta lo spettacolo si articolò in tre concerti nello stesso giorno. Nella stessa manifestazione, sale nuovamente sul palco per suonare quattro brani del compositore sudcoreano Woojun Lee. Verso fine anno venne pubblicato dalla Warp Records Small Craft on a Milk Sea, registrato in collaborazione con Leo Abrahams e Jon Hopkins.
Nel luglio del 2011 pubblicò, ancora per la Warp, l'album Drums Between the Bells, eseguito insieme a Rick Holland. Nel novembre dello stesso anno uscì il disco Panic of Looking, frutto della collaborazione tra Holland e Eno. Nel luglio del 2012 realizzò 12 Seasons. Music for the Great Gallery of the palace of Venaria, l'installazione sonora creata in collaborazione con Volumina appositamente per la Galleria Grande della Reggia di Venaria nei pressi di Torino. Da questo progetto ambient viene estratto il CD Lux, pubblicato dalla Warp nel novembre dello stesso anno con allegato un libretto esplicativo scritto dallo stesso Eno.
Nel maggio del 2014 pubblicò Someday World, realizzato in collaborazione tra Eno e Karl Hyde degli Underworld, con la partecipazione di Will Champion dei Coldplay e Andy Mackay dei Roxy. La musica di quest'album venne composta da Eno e ricorda i suoi primi dischi da solista nonché le collaborazioni con Talking Heads e David Byrne, mentre i testi sono di natura meditativa e sono stati scritti da Hyde. Il mese successivo, ancora Eno e Hyde pubblicarono l'album High Life, la cui musica inaspettatamente si discosta da quella del disco precedente. Per alcuni si tratta dell'album in cui Eno cantò meglio dai tempi di Wrong Way Up, realizzato nel 1990 assieme a John Cale, disco con il quale ha in comune anche alcuni tratti ispirati dalla musica africana.

## Stile musicale
Celebre per le particolari sonorità e l'uso dell'ambiente sonoro, Brian Eno viene considerato l'inventore della musica d'ambiente, sebbene il suo stile abbia spaziato, lungo la sua prolifica discografia, anche in quella elettronica, in quella etnica, in quella sperimentale e in varie forme di rock quali l'art rock e il glam rock. È stato inoltre precursore di altri generi come la new wave, la world music e la new age. Eno suddivide i tempi necessari a comporre le proprie musiche in tre fasi:
- l'idea, da cui il brano nasce;
- l'esecuzione professionale;
- l'ottimizzazione finale, in cui i brani vengono organizzati mediante l'uso di nastri magnetici e strumenti multimediali.[8]

Il suo stile è cambiato in ogni suo album: se le prime uscite sono debitrici delle sperimentazioni rock dei Roxy Music, quelle seguenti si avvicineranno sempre di più al genere ambient di sua invenzione. Successivamente, Eno avrebbe maturato nuovi linguaggi sonori. Dopo aver registrato un album per chitarra trattata elettronicamente con il compositore Robert Fripp ((No Pussyfooting) del 1973), a cui seguirà in futuro un nuovo capitolo (Evening Star del 1975), Eno pubblica l'esordio solista Here Comes the Warm Jets (1973), i cui brani seguono un formato canzone pop rock e melodico che verrà ripreso nel seguente Taking Tiger Mountain (By Strategy) (1974). Another Green World (1975), più astratto e prevalentemente strumentale, si caratterizza invece per la presenza di paesaggi sonori inseriti in un contesto pop-rock e segna i primi passi del musicista verso la musica d'atmosfera in cui si cimenterà specialmente nel periodo a cavallo fra gli anni settanta e i primi anni ottanta.
Il primo album ambient è però Discreet Music (1975), contenente brani lunghi, strumentali e ipnotici (fra cui i trenta minuti della title track), a cui seguirà la "pausa" rock del celebre Before and After Science (1977), un eterogeneo album rock e in parte ambientale che anticipa i futuri interessi di Eno per la musica etnica e quella minimalista: genere che avrà modo di approfondire con il compositore Harold Budd. Nel frattempo, l'artista inglese ha inciso due album a fianco della formazione krautrock dei Cluster che risentono fortemente l'influenza dello stile di questi ultimi (Cluster & Eno del 1977 e After the Heat del 1978). La ricerca nell'ambito della musica ambientale prosegue con il sopracitato Music for Airports (1978), che presenta quattro lunghe composizioni statiche, Music for Films (1978), contenente numerosi brani di brevissima durata e On Land (1982). Quest'ultimo è frutto di una rielaborazione di suoni di varia natura e segnò una nuova fase per l'artista che, secondo le parole del critico David Toop, "si spinse verso una nuova concezione della musica come campo acustico, allontanandosi dall'oggettivazione delle strutture sonore in composizioni prestabilite."
Negli anni ottanta, Eno si è cimentato nella musica etnica collaborando con Jon Hassell (Possible Musics del 1980) e David Byrne (My Life in the Bush of Ghosts del 1981), adattando le sonorità primitive alle moderne tecnologie e avrebbe intrapreso a più riprese il discorso della musica ambient come dimostrano Apollo (1983), Thursday Afternoon (1985) e i due sequel di Music for Films: More Music for Films (1983) e Music for Films III (1988). Nerve Net (1992) segna un momentaneo ritorno al formato canzone, Neroli (1993) è un'unica lunghissima composizione statica, mentre Spinner (1995), una collaborazione con Jah Wobble frutto di una reincisione di suoni pre-registrati, segue la scia della musica jungle. Sempre esplorando nuovi linguaggi, il "non musicista" ha pubblicato, fra gli altri, nel nuovo millennio: Another Day on Earth (2005), vicino al formato della ballata, l'improvvisato Small Craft on a Milk Sea (2010) e Drums Between the Bells (2011), realizzato sfruttando voci manipolate.

## Influenze
Il metodo compositivo di Brian Eno segue le complesse teorie di ispirazione matematico taoista descritte nel suo libro Music for Non-Musicians, in cui si dichiara un "non-musicista" (ovvero un artista tecnicamente privo di competenze ma forte del suo genio creativo), nonché a quelle espresse nelle sue "Strategie Oblique", le carte da lui stesso inventate per rompere le barriere creative dell'artista che ne fruisce. Altre importanti fonti di ispirazione che lo hanno segnato profondamente sono stati i musicisti d'avanguardia (in modo particolare John Tilbury, Cornelius Cardew, i compositori minimalisti) e la "musique d'ameublement" di Erik Satie.

## Informatica
In ambito informatico è principalmente conosciuto per essere il compositore del jingle utilizzato all'avvio del sistema operativo Windows 95. A tale riguardo Brian Eno ha dichiarato:

## Discografia

### Con i Roxy Music
- 1972 – Roxy Music
- 1973 – For Your Pleasure

### Con gli Harmonia '76
- 1997 – Tracks & Traces